# Едгар де Валь
Едгар де (фон) Валь (Edgar de Wahl, нім. Edgar von Wahl) — засновник міжнародної штучної мови окциденталь (інтерлінгве).
Народився в 1867 у Ольвіополі (нині Первомайськ (Миколаївська область), Україна). Балтійський німець. Навчався в Санкт-Петербурзі, викладав фізику і математику в Ревелі (нині Таллінн, Естонія). Володів багатьма європейськими мовами. У молодості був прихильником волапюка.
Відразу після публікації в 1887 році проекту мови есперанто починає листування з його автором Л. Заменгофом. Переклав на есперанто «Княжну Мері» М. Ю. Лермонтова (1889, друге видання — 1896), ставши третім після Заменгофа і Антонія Грабовського автором-есперантистом. Був одним із засновників петербурзького товариства «Espero», брав активну участь в газеті «La Esperantisto».
Після того, як в 1894 році були відкинуті запропоновані Заменгофом реформи (пізніше втілилися у мові ідо), Е. де Валь залишає есперанто-рух і працює над створенням нової, більш натуралістичної штучної мови. Вніс низку удосконалень в мову мундолінгве Ю. Лотта. У 1906 р. публікує перший варіант власного лінгвопроекта під назвою «Аулі» (Auli, від Auxiliari Lingue International 'допоміжна міжнародна мова'), що стала основою майбутнього окциденталя. У 1907 році реформує мову ідіом-неутраль для участі в конкурсі, оголошеного Всесвітньої делегацією з прийняття міжнародної мови.

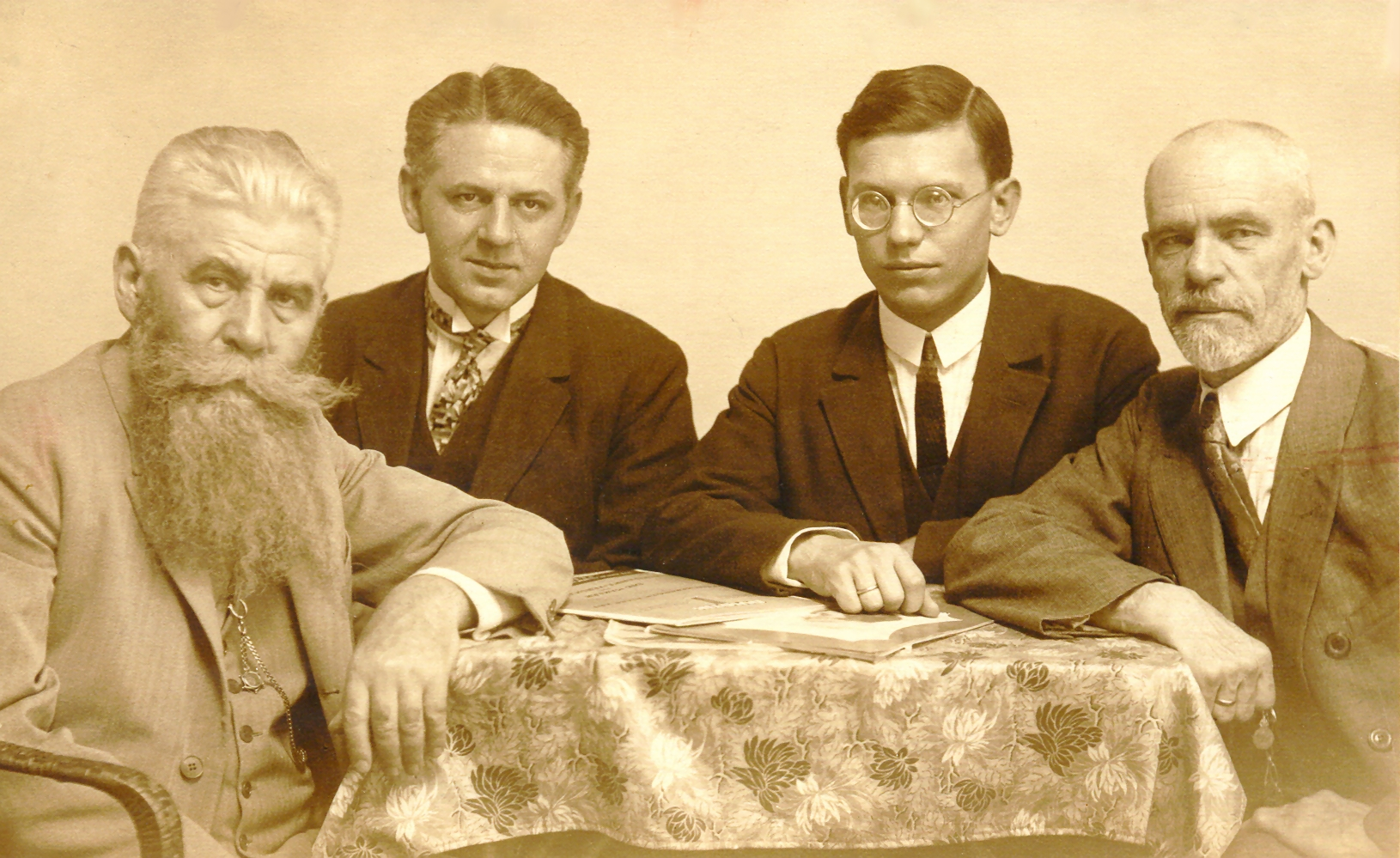
Едгар Де Валь (праворуч, 1927)

У 1921 у разом з Я. І. Лінцбахом відновлює товариство «Космоглот», що діяло в 1916—1918 рр.. в Санкт-Петербурзі. У 1922 році видає перший номер журналу «Kosmoglott» [Архівовано 5 березня 2016 у Wayback Machine.], де викладає принципи і граматичні правила нової мови, що згодом отримала назву окциденталь («західна»). У журналі «Kosmoglott» (з 1927 р. — «Cosmoglotta») розглядалися різні лінгвопроекти, в 20-ті роки він служив досить плюралістичною трибуною для обговорення проблем і напрямів інтерлінгвістики. З початком Другої світової війни контакти де Валя з окциденталістським рухом (базувався в нейтральній Швейцарії) стали епізодичними.
Помер у 1948 в одному з естонських санаторіїв, де провів останні роки життя.
1. 1 2  BBLD - Baltisches biografisches Lexikon digital — 2012.